# Rajarsi Janakananda

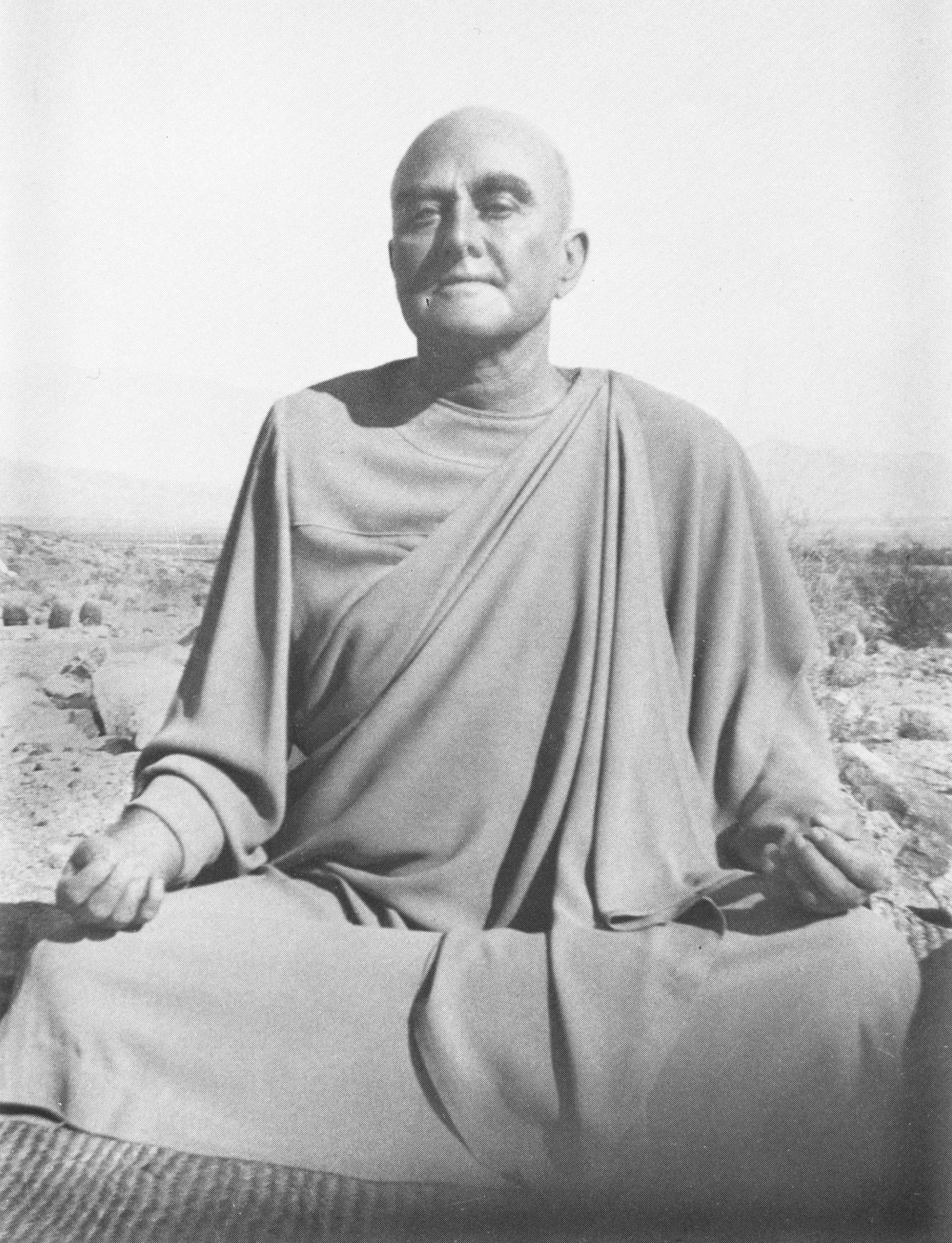
Rajarsi Janakananda (James J. Lynn)

Rajarsi Janakananda (* 5. Mai 1892 als James Jesse Lynn; † 20. Februar 1955) war der bekannteste Schüler von Paramahansa Yogananda und ein prominenter Geschäftsmann in Kansas City, Missouri. Er war Millionär, als er Yogananda 1932 kennenlernte. In späteren Jahren übergab er sein gesamtes Vermögen von schätzungsweise sechs Millionen Dollar an Yoganandas Organisation, die Self-Realization Fellowship und verhalf ihr so zu einem lang andauernden Erfolg. Yogananda wählte Janakananda als Nachfolger für das Amt des Präsidenten der Self-Realization Fellowship aus. Janakananda war Präsident dieser Organisation von 1952 bis 1955.

## Kindheit und berufliche Erfolge
James Jesse Lynn wurde geboren als Sohn von Jesse William Lynn, einem Farmer, und seiner Frau Salethia Archibald Lynn, die in der Nähe des Ortes Archibald in Louisiana, einem der südlichen Bundesstaaten der USA, wohnten. Er wuchs in bescheidenen Verhältnissen auf. Seine frühe Kindheit war geprägt durch die Arbeiten auf dem Bauernhof. So gehört es unter anderem zu seinen Aufgaben die Kühe zu melken, die Butter zu schlagen und bei der Baumwollernte mitzuhelfen. Seine einfache Schulbildung erhielt er in einem kleinen Holz-Schulhaus.
Er verließ die Schule mit vierzehn und begann für die Missouri Pacific Railroad zu arbeiten. Als einfacher Reinigungsarbeiter erhielt er 2 $ monatlich. Er arbeitete über mehrere Jahre in verschiedenen Positionen bei der Eisenbahngesellschaft, bis er schnell in die Position eines Bürochefs für den Bereichsleiter von Kansas City, Missouri gelangte. Um seine Schulbildung abzuschließen, besuchte er in Kansas City die Abendschule. Darüber hinaus nahm er Kurse in Buchhaltung und Jura.
Mit 21 begann er in der Finanzabteilung von 'Bell Telephone Company' zu arbeiten und noch vor Abschluss seines Jura-Studiums wurde er an der Anwaltskammer von Missouri zugelassen. 
1913 heiratete er Fred Josephine Prill. Mit 24 Jahren bestand er das Finanz-Examen mit der höchsten Punktzahl, die jemals in Missouri erreicht wurde. Bald danach begann er für die größte Versicherungsgesellschaft im Land, U.S.Epperson, zu arbeiten. Im Alter von 30 Jahren gelang es ihm mit einem riskanten Kredit diese Gesellschaft zu übernehmen. Dieser Schritt ermöglichte ihm eine erfolgreiche Karriere als Geschäftsmann. Er investierte große Summen in Obstplantagen und Eisenbahnprojekte. Er wurde ein angesehener Geschäftsmann in Kansas City.

## Schüler von Paramahansa Yogananda
Trotz seines materiellen Erfolges war Lynn unglücklich und musste einsehen, dass er leicht aufbrauste und nervös war. Im Januar 1932 änderte sich sein Leben, als er an Unterrichtseinheiten teilnahm, die von Paramahansa Yogananda gegeben wurden. Er fühlte sich durch die Gegenwart Yoganandas sofort verändert: 
Am zweiten Klassenabend wurde mir bewusst, dass ich aufrecht saß, den Rücken gerade und absolut gefühllos war. Ich sah hinunter zu meinen Händen, die zuvor sich sonst immer voller Unruhe bewegten und welche nun wunderbar ruhig waren... Ich wusste, ich hatte den Pfad gefunden, der mir Zufriedenheit und inneren Frieden gab und dass ich gefunden hatte, was ich suchte, nämlich einen Guru.
Lynn traf Yogananda privat 1932 in Kansas City im Anschluss an eine der Unterrichtsstunden. Kurze Zeit später wurde Lynn von Yogananda als sein Schüler initiiert. Wegen möglicher Kritiken, die eine Freundschaft mit einem Hindi-Lehrer hervorrufen würde, vereinbarten Lynn und Yogananda ihre Verbindung nicht in die Öffentlichkeit bekannt zu machen.
Während der folgenden 20 Jahre besuchte Lynn seinen Yoga-Lehrer häufig in seinem Hauptwohnsitz in Los Angeles oder in seinem Apartment in Encinitas, Kalifornien. Die beiden verbrachten viele Stunden miteinander, während denen sie meditierten und über spirituelle Sachverhalte sprachen.
Lynn sagte über seine Freundschaft zu Yogananda:
Eines der Geschenke, die ich durch meine Freundschaft mit Yogananda erhielt, war die Befreiung von Nervosität, von Anspannung und innerer Unsicherheit. Ich gewann Gelassenheit, Friede, Freude und ein Gefühl von Sicherheit, das man erst haben kann wenn man die wahre Sicherheit der Seele gefunden hat.
In seinem Buch Autobiografie eines Yogi zeigt Yogananda auf Seite 318 ein Foto von James J. Lynn mit folgender Erklärung:
Nachdem er fünf Jahre lang täglich Kriya-Yoga geübt hatte, empfing Herr Lynn im Januar 1937 an einem abgeschiedenen Strand in Encinitas, Kalifornien, im Zustand des Samadhi die beseligende Gottesschau: Der unendliche Herr als die Herrlichkeit im eigenen Inneren. Obgleich er seine weltlichen Pflichten gewissenhaft erfüllte, fand Herr Lynn dennoch Zeit, jeden Tag tief über Gott zu meditieren. Aus dem erfolgreichen Geschäftsmann wurde ein erleuchteter Kriya-Yogi.
1951 gab Yogananda Lynn den Ordensnamen Rajarsi Janakananda.
Nach dem Tod von Yogananda im März 1952 wurde Janakananda Präsident der Self-Realization Fellowship.
Janakananda starb am 20. Februar 1955 in Borrego Springs, Kalifornien.